# Voie royale perse
La « Voie royale » perse est une ancienne route commerciale et stratégique réorganisée et construite par le roi perse Darius Ier de l'Empire achéménide, au Ve siècle av. J.-C.
Darius a construit cette route pour faciliter une communication rapide sur la partie ouest du vaste empire. La route était pavée sur 2 683 km et pourvue d'auberges civiles (hānh) et de casernes fortifiées (adghān) à une journée de marche les unes des autres : grâce à cela, les coursiers à cheval de l'Angarium (en) pouvaient se relayer de Suse à Sardes en neuf jours grâce à cent onze stations de poste. A pied, ce trajet prenait environ trois mois.

## Parcours

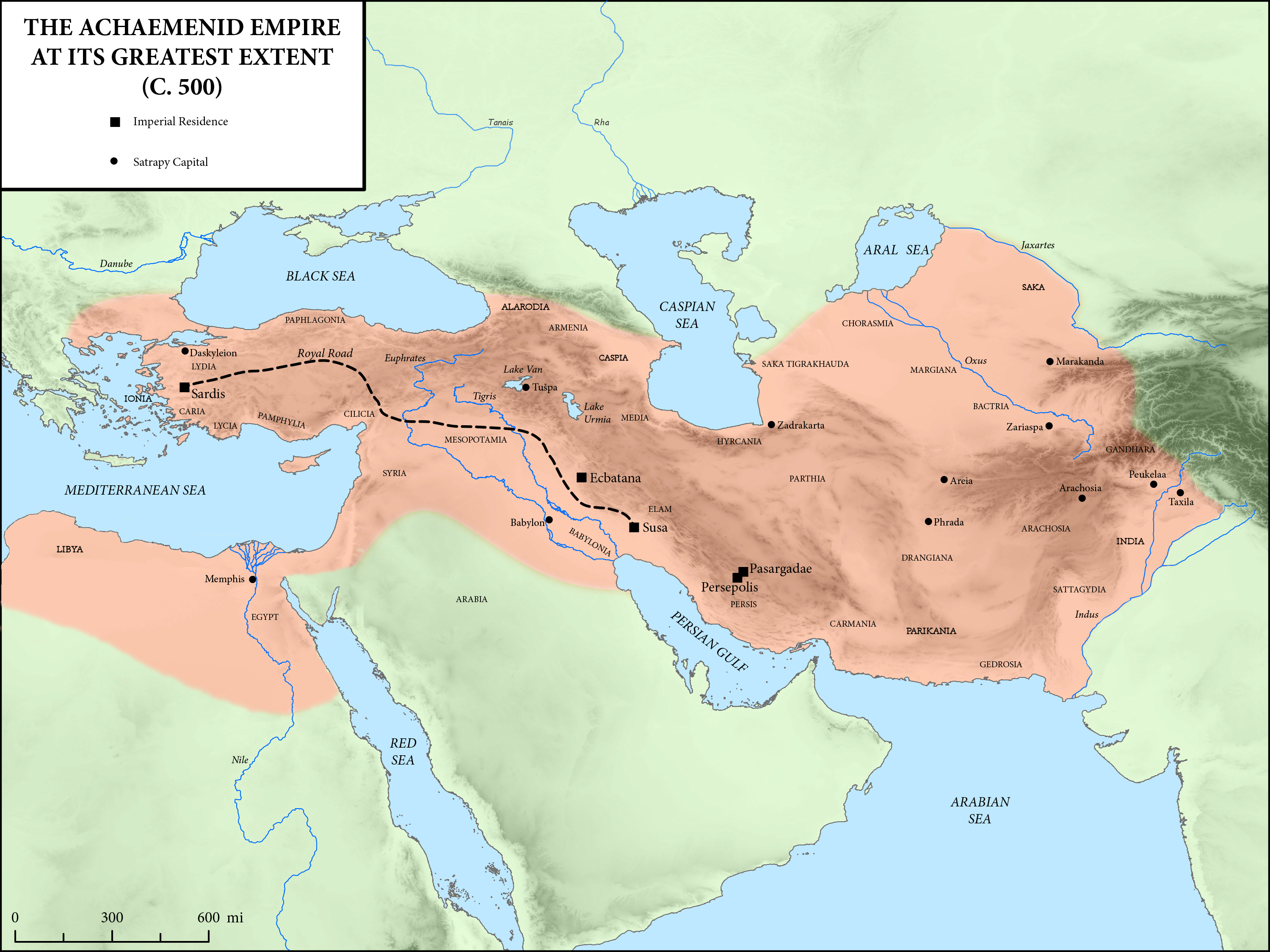
En noir pointillé le tracé de la « Voie royale ».

Le tracé de la route a été reconstitué à partir des écrits d'Hérodote, de recherches archéologiques et d'autres documents historiques : d'ouest en est elle partait de Sardes, près de la mer Egée en Lydie, voyageait vers l'est à travers l'Anatolie (en traversant l'Halys selon Hérodote), passait par les portes de Cilicie jusqu'à l'ancienne capitale assyrienne Ninive, en haute Mésopotamie, puis tournait vers le sud jusqu'à Babylone, avant de se diviser en deux itinéraires : 
- l'un allant vers le nord-est puis vers l'est en passant par Ecbatane, puis le long de la route de la soie (via la grande route du Khorassan) ;
- l'autre continuant vers l'est en passant par la future capitale perse Suse, puis vers le sud-est jusqu'à Persépolis dans les montagnes du Zagros.

## Histoire
La route ne suivait pas le chemin le plus court entre les villes les plus importantes de l'empire perse, mais évitait les reliefs les plus escarpés ; les archéologues pensent que les sections les plus à l'ouest de la route ont pu être construites à l'origine par les rois assyriens car la route plonge au cœur de leur ancien empire. 

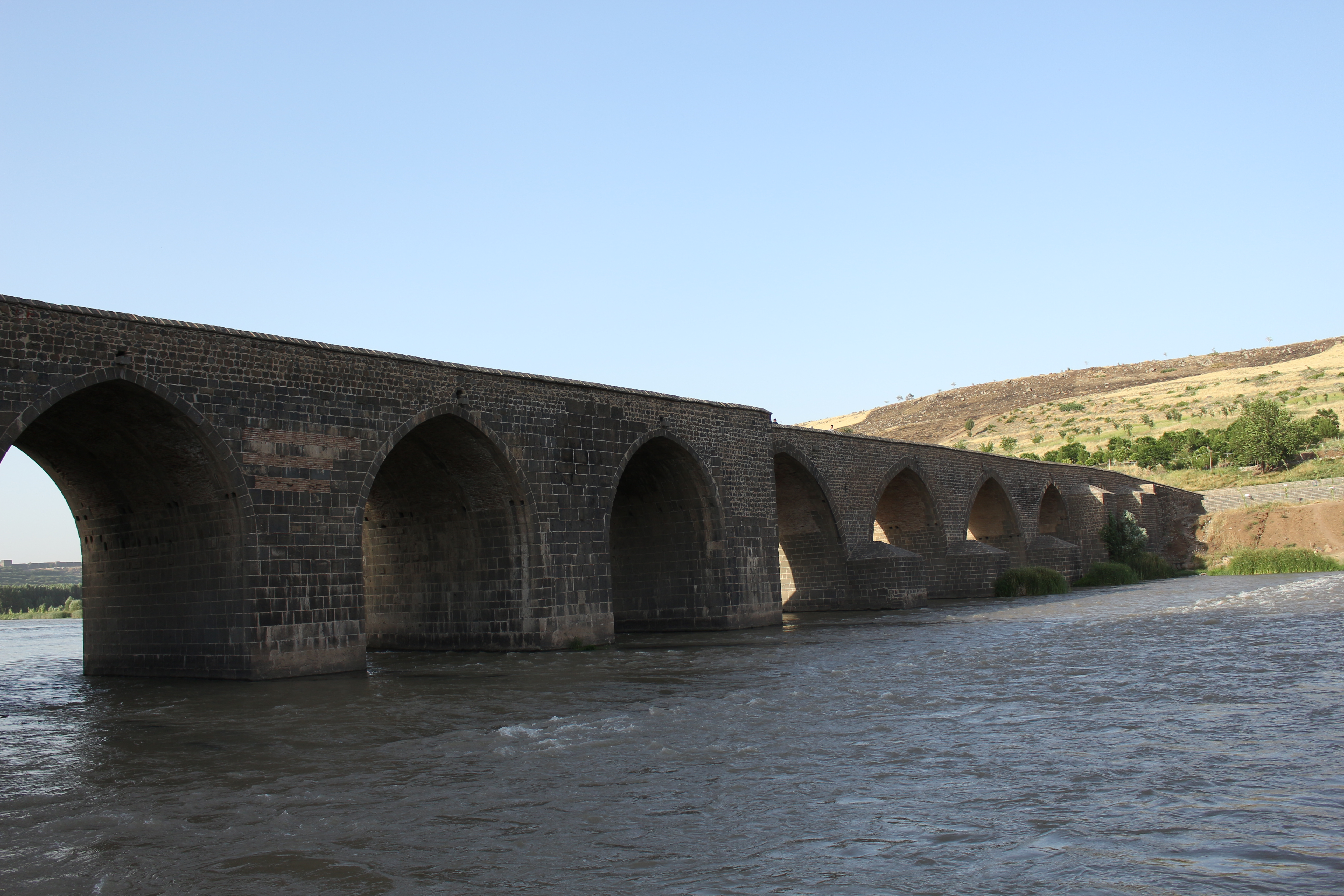
Les bases du pont d'Amide (Diyarbakır) datent de la période perse mais l'ouvrage a été restauré il y a mille ans.

Les parties plus orientales de la route, identifiables dans l'actuel nord de l'Iran, n'ont pas été notées par Hérodote. Celui-ci avait, de la Perse, la vision d'un Grec ionien occidental. Des tronçons de la route royale traversant le plateau central de l'Iran coïncident avec la principale route commerciale connue sous le nom de « route de la soie ». Ces routes étaient utilisées par les coursiers royaux pour livrer les messages de la cour impériale perse et rapporter les réponses.
Darius Ier a amélioré le réseau routier existant en réalisant la route royale telle qu'elle est connue aujourd'hui. Cette construction était d'une telle qualité qu'en Anatolie, la route a continué à être utilisée jusqu'à l'époque byzantine. Un pont de cette période (rénové il y a mille ans) est encore visible à Diyarbakır, en Turquie. 
Ensuite, les romains ont réalisé, comme amélioration, une surface de gravier durci de 6,25 m de largeur maintenue dans une bordure de pierre. Dans un tronçon près de Gordium, cela reliait ensemble les différentes parties sur environ 3 km.
La route a également permis à l'empire persan de développer le commerce à longue distance, lequel a atteint son apogée à l'époque d'Alexandre le Grand (Alexandre III de Macédoine). Des postes de garde étaient installés le long de la route. Des patrouilles étaient effectuées pour sécuriser l'itinéraire. 
En 1961, grâce à une subvention de la Société américaine de philosophie, Stephen Frederick Starr a tracé le tronçon de route allant de Gordium à Sardes. Ce travail a permis d'identifier les traversées de rivières par des culées de ponts antiques.

## Héritage
L'historien grec Hérodote a écrit : « Il n'y a rien au monde qui voyage plus vite que ces coursiers perses ».  
L'éloge d'Hérodote à l'égard de ces messagers  - « Ni la neige, ni la pluie, ni la chaleur, ni l'obscurité de la nuit n'empêchent ces messagers d'accomplir rapidement leur mission » - est inscrite sur le bureau de poste James Farley à New York. Elle est parfois considérée comme le credo du service postal des États-Unis. 

### Sources
1. ↑  Pierre Debord, « Dans les pas des dix-mille » et « Les routes royales en Asie Mineure Occidentale » in : Pierre Briant (dir.), Pallas n° 43, 1995, pp. 89-97 - .